# Luis Hernán Granier Bulnes
José Luis Hernán Granier Bulnes, IX marqués de Villa-Rocha (Santiago de Chile, 9 de noviembre de 1966) es un abogado y noble chileno.

## Familia
Nació en Santiago de Chile el 9 de noviembre de 1966, hijo de Luis Hernán Granier Sánchez de Loria (descendiente de los presidentes Federico Errázuriz Zañartu y Federico Errázuriz Echaurren) y Luz María Bulnes Aldunate, abogada que formó parte de la Comisión Ortúzar y del Tribunal Constitucional de Chile. Es hermano de la subsecretaria Luz Granier Bulnes, sobrino nieto de Federico Sánchez de Loria Errázuriz, viii marqués de Villa-Rocha, y bisnieto del diplomático y diputado Renato Sánchez García de la Huerta, hijo, a su vez, del senador Mariano Sánchez Fontecilla.
En 1999, sucedió a su tío abuelo en el marquesado de Villa-Rocha.

## Estudios y carrera
Estudió derecho en la Pontificia Universidad Católica de Chile, titulándose de abogado. Trabajó en numerosos estudios chilenos y extranjeros, en el sector público y en direcciones de empresas privadas.Fue miembro del directorio del Teatro Municipal de Santiago.
En las elecciones parlamentarias de 2001 fue candidato a diputado por el distrito 35, de la Región de O'Higgins, recibiendo el 13 % de los votos.
Ha sido profesor de derecho civil en la Universidad de Chile y la Universidad de los Andes.

## Matrimonio y descendencia
Contrajo matrimonio en 2006 con Camila Victoria Sánchez Lecaros. Son padres de:
- Luz Granier Sánchez (3 de junio de 2008).[9][10]

## Escudo de armas
|  | Notas Armas del marquesado de Villa Rocha. Timbre Corona marquesal. Armas Cuartelado: 1.º y 4.º de plata un león rampante de gules; 2.º y 3.º de oro tres fajas de gules (Rocha). |